# El Llano de las Vírgenes
El Llano de las Vírgenes är en ort i Mexiko.   Den ligger i kommunen Vetagrande och delstaten Zacatecas, i den centrala delen av landet, 500 km nordväst om huvudstaden Mexico City. El Llano de las Vírgenes ligger 2 514 meter över havet och antalet invånare är 331.
Terrängen runt El Llano de las Vírgenes är huvudsakligen kuperad, men norrut är den platt. El Llano de las Vírgenes ligger uppe på en höjd. Runt El Llano de las Vírgenes är det tätbefolkat, med 286 invånare per kvadratkilometer. Närmaste större samhälle är Zacatecas, 8,7 km söder om El Llano de las Vírgenes. Omgivningarna runt El Llano de las Vírgenes är i huvudsak ett öppet busklandskap.